# Vyto Ruginis
Vyto Ruginis est un acteur américain né le 17 avril 1956 à Wolverhampton.

## Biographie

### Carrière
Vyto Ruginis est connu principalement pour le rôle d'un vampire, Russell Winters, dans la série télévisée Angel mais également pour celui d'Arkady Kolchek dans NCIS : Los Angeles.
Il apparaît dans des films tels que L'Associé du diable, Cliffhanger : Traque au sommet, Broken Arrow ou encore Fast and Furious.

## Filmographie
- 1986 : Huit millions de façons de mourir : Joe Durkin
- 1986 : Jumpin' Jack Flash de Penny Marshall : Carl
- 1987 : Bienvenue au Paradis (Made in Heaven) d'Alan Rudolph : Lyman McCray
- 1988 : Star Trek : La Nouvelle Génération : Ingénieur-en-chef Logan (saison 1, épisode 21)
- 1990 : Oublier Palerme (Dimenticare Palermo) de Francesco Rosi : Ted
- 1993 : Cliffhanger : Traque au sommet : Matheson
- 1994 : Trou de mémoire : Hendrix
- 1996 : Broken Arrow de John Woo : Johnson
- 1996 : Le Crime du siècle (Crime of the Century) (téléfilm) de Mark Rydell
- 1996 : Phénomène : Ted Rhome
- 1997 : Secrets : Charles Carter
- 1997 : L'Associé du diable de Taylor Hackford : Mitch Weaver
- 1999 : Angel : Russell Winters (saison 1, épisode 1)
- 2001 : X-Files : Aux frontières du réel : Lieutenant Bianco (saison 8, épisode 12)
- 2001 : Fast and Furious : Harry
- 2001 : Private Lies de Sherry Hormann (téléfilm)
- 2001 : La Prison de verre : Don
- 2003 : Auto Focus : Nicky D
- 2004 : The Last Run : Clancy
- 2006 : Les Soldats du désert (Home of the Brave) : Hank Yates
- 2007 : Dr House : assistant du procureur (saison 3 épisode 11)
- 2007 : Urgences : Wright (saison 13, 3 épisodes)
- 2010 : Mentalist : Heaton Krupp (saison 2, 12 épisodes)
- 2011 : Le Stratège (Moneyball) : Pittaro
- 2009-2020 : NCIS : Los Angeles : Arkady Kolchek (21 épisodes)
- 2018 à 2020 : Deputy-Sheriff